# Sportler des Monats (Deutschland)
Die Wahl der deutschen Sportler des Monats wird seit 2003 von der Stiftung Deutsche Sporthilfe zusammen mit der Athletenkommission des Deutschen Olympischen Sportbundes (DOSB) und dem Fernsehsender Sport1 durchgeführt. Die Sporthilfe präsentiert zu Beginn eines Monats den rund 4000 von ihr geförderten Athleten drei Kandidaten. Die Athleten können online ihre Stimme für einen davon abgeben.

## Liste der ausgezeichneten Sportler
| Jahr | Monat       | Sportler                                  | Sportart                             | Erfolge |                                    |
| ---- | ----------- | ----------------------------------------- | ------------------------------------ | --- | ---------------------------------- |
| 2025 | Juni        | Klara Bleyer                              | Synchronschwimmen                    | Europameisterin Freies Solo                                                                                         |                                    |
| 2025 | Mai         | Karina Schönmaier                         | Turnen                               | Europameisterin Sprung u. Mixed-Team                                                                                |                                    |
| 2025 | April       | Lukas Märtens                             | Schwimmen                            | Weltrekord über 400 Meter Freistil                                                                                  |                                    |
| 2025 | März        | Selina Freitag                            | Skispringen                          | Vizeweltmeisterin Großschanze, Dritte Team                                                                          |                                    |
| 2025 | Februar     | Franziska Preuß                           | Biathlon                             | Weltmeisterin Verfolgung, Zweite Sprint, Dritte Mixed-Staffel u. Single-Mixed-Staffel                               |                                    |
| 2025 | Januar      | Minerva-Fabienne Hase/Nikita Wolodin      | Eiskunstlauf                         | Europameister Paarlauf                                                                                              |                                    |
| 2024 | Dezember    | Isabel Gose                               | Schwimmen                            | Kurzbahn-Weltmeisterin 1500 m Freistil, Zweite 800 Meter                                                            |                                    |
| 2024 | November    | Tina Rupprecht                            | Boxen                                | Weltmeisterin (WBC, WBO, WBA) Atomgewicht                                                                           |                                    |
| 2024 | Oktober     | Patrick Lange                             | Triathlon                            | Ironman-Weltmeister                                                                                                 |                                    |
| 2024 | September   | Taliso Engel                              | Para-Schwimmen                       | Paralympics-Sieger 100 m Brust mit Weltrekord                                                                       |                                    |
| 2024 | August      | 3x3-Basketballnationalmannschaft (Frauen) | 3×3-Basketball                       | Olympiasieger |                                    |
| 2024 | Juli        | Lukas Märtens                             | Schwimmen                            | Olympiasieger 400 Meter Freistil                                                                                    |                                    |
| 2024 | Juni        | Owen Ansah                                | Leichtathletik                       | Deutscher Meister mit deutschem Rekord (9,99 s)                                                                     |                                    |
| 2024 | Mai         | Léon Schäfer                              | Para-Leichtathletik                  | Weltmeister Weitsprung u. 100-Meter-Lauf                                                                            |                                    |
| 2024 | April       | Gina Böttcher                             | Para-Schwimmen                       | dreifache Europameisterin                                                                                           |                                    |
| 2024 | März        | Minerva-Fabienne Hase/Nikita Wolodin      | Eiskunstlauf                         | Weltmeisterschaftsdritte                                                                                            |                                    |
| 2024 | Februar     | Angelina Köhler                           | Schwimmen                            | Weltmeisterin und deutscher Rekord 100 Meter Schmetterling                                                          |                                    |
| 2024 | Januar      | Andreas Wolff                             | Handball                             | Europameisterschaftsvierter                                                                                         |                                    |
| 2023 | Dezember    | Angelina Köhler                           | Schwimmen                            | Kurzbahn-Europameisterin 200 Meter Schmetterling, Zweite und deutscher Rekord 100 Meter Schmetterling               |                                    |
| 2023 | November    | Fabian Vogel/Caio Lauxtermann             | Trampolinturnen                      | Weltmeister Synchronspringen                                                                                        |                                    |
| 2023 | Oktober     | Lukas Dauser                              | Gerätturnen                          | Weltmeister Barren                                                                                                  |                                    |
| 2023 | September   | Basketballnationalmannschaft (Männer)     | Basketball                           | Weltmeister |                                    |
| 2023 | August      | Darja Varfolomeev                         | Rhythmische Sportgymnastik           | Fünffache Weltmeisterin                                                                                             |                                    |
| 2023 | Juli        | Leonie Beck                               | Schwimmen                            | Weltmeisterin 5 u. 10 km Freiwasser                                                                                 |                                    |
| 2023 | Juni        | Leo Neugebauer                            | Leichtathletik                       | deutscher Rekord Zehnkampf                                                                                          |                                    |
| 2023 | Mai         | Eishockeynationalmannschaft (Männer)      | Eishockey                            | Vizeweltmeister |                                    |
| 2023 | April       | Elisabeth Seitz                           | Gerätturnen                          | Europameisterschaftsdritte Stufenbarren                                                                             |                                    |
| 2023 | März        | Hanna Klein                               | Leichtathletik                       | Europameisterin Halle 3000-Meter-Lauf                                                                               |                                    |
| 2023 | Februar     | Katharina Althaus                         | Skispringen                          | Weltmeisterin Normalschanze, Team u. Mixed-Team, Dritte Großschanze                                                 |                                    |
| 2023 | Januar      | Hockeynationalmannschaft (Männer)         | Hockey                               | Weltmeister |                                    |
| 2022 | Dezember    | Hockeynationalmannschaft (Frauen)         | Hockey                               | Europameister Halle                                                                                                 |                                    |
| 2022 | November    | Lukas Dauser                              | Gerätturnen                          | Vizeweltmeister Barren                                                                                              |                                    |
| 2022 | Oktober     | Lea Sophie Friedrich                      | Bahnradsport                         | Weltmeisterin Keirin u. Teamsprint, Zweite Sprint                                                                   |                                    |
| 2022 | September   | Basketballnationalmannschaft (Männer)     | Basketball                           | Europameisterschaftsdritter                                                                                         |                                    |
| 2022 | August      | Gina Lückenkemper                         | Leichtathletik                       | Europameisterin 100-Meter-Lauf u. 4 × 100-m-Staffel                                                                 |                                    |
| 2022 | Juli        | Fußballnationalmannschaft (Frauen)        | Fußball                              | Vizeeuropameister                                                                                                   |                                    |
| 2022 | Juni        | Florian Wellbrock                         | Schwimmen                            | Weltmeister 5 km u. 4 × 1500 m, Dritter 10 km (Freiwasser), Zweiter 800 m, Dritter 1500 m (Becken)                  |                                    |
| 2022 | Mai         | Nelvie Tiafack                            | Boxen                                | Europameister Superschwergewicht                                                                                    |                                    |
| 2022 | April       | Mark Lamsfuß u. Isabel Lohau              | Badminton                            | Europameister Mixed sowie Doppel-Sieger (Lamsfuß) bzw. -Zweite (Lohau)                                              |                                    |
| 2022 | März        | Anna-Lena Forster                         | Monoskibob                           | Paralympics-Siegerin Slalom, Super-Kombination, Zweite Abfahrt, Super-G                                             |                                    |
| 2022 | Februar     | Katharina Hennig u. Victoria Carl         | Skilanglauf                          | Olympiasiegerinnen Teamsprint, Silbermedaille Staffel                                                               |                                    |
| 2022 | Januar      | Anna-Lena Forster                         | Monoskibob                           | vierfache Weltmeisterin                                                                                             |                                    |
| 2021 | Dezember    | Florian Wellbrock                         | Schwimmen                            | Kurzbahn-Weltmeister 1500 m Freistil mit Weltrekord                                                                 |                                    |
| 2021 | November    | Alexander Zverev                          | Tennis                               | Sieger ATP Finals                                                                                                   |                                    |
| 2021 | Oktober     | Lea Sophie Friedrich                      | Bahnradsport                         | Weltmeisterin Zeitfahren, Keirin, Teamsprint, Europameisterin Keirin                                                |                                    |
| 2021 | September   | Taliso Engel                              | Para-Schwimmen                       | Paralympics-Sieger 100 m Brust mit Weltrekord                                                                       |                                    |
| 2021 | August      | Aline Rotter-Focken                       | Ringen                               | Olympiasiegerin 76 kg Freistil                                                                                      |                                    |
| 2021 | Juli        | Ricarda Funk                              | Kanuslalom                           | Olympiasiegerin Einer-Kajak                                                                                         |                                    |
| 2021 | Juni        | Mathias Mester                            | Para-Leichtathletik                  | Europameister Speerwurf                                                                                             |                                    |
| 2021 | Mai         | Johannes Vetter                           | Leichtathletik                       | Sieger Team-Europameisterschaft mit drittbester jemals erzielter Weite im Speerwurf                                 |                                    |
| 2021 | April       | Andreas Toba                              | Turnen                               | Vizeeuropameister Reck                                                                                              |                                    |
| 2021 | März        | Karl Geiger                               | Skispringen                          | Weltmeister Team u. Mixed-Team, Zweiter Normal-, Dritter Großschanze                                                |                                    |
| 2021 | Februar     | Kira Weidle                               | Ski Alpin                            | Vizeweltmeisterin Abfahrt                                                                                           |                                    |
| 2021 | Januar      | Julia Taubitz                             | Rennrodeln                           | Weltmeisterin Einsitzer u. -sprint, Zweite Teamstaffel                                                              |                                    |
| 2020 | Dezember    | Karl Geiger                               | Skispringen                          | Skiflug-Weltmeister Einzel, Zweiter mit Team                                                                        |                                    |
| 2020 | November    | Markus Eisenbichler                       | Skispringen                          | zwei Weltcup-Siege, Führung in der Gesamtwertung                                                                    |                                    |
| 2020 | Oktober     | Melat Kejeta                              | Leichtathletik                       | Vizeweltmeisterin Halbmarathon mit deutschem Rekord, Dritte mit dem Team                                            |                                    |
| 2020 | September   | Johannes Vetter                           | Leichtathletik                       | deutscher Rekord mit zweitbester jemals erzielter Weite im Speerwurf                                                |                                    |
| 2020 | März–August | keine Wahl wegen COVID-19-Pandemie        | keine Wahl wegen COVID-19-Pandemie   | keine Wahl wegen COVID-19-Pandemie                                                                                  | keine Wahl wegen COVID-19-Pandemie |
| 2020 | Februar     | Emma Hinze                                | Bahnradsport                         | Weltmeisterin Sprint, Teamsprint u. Keirin                                                                          |                                    |
| 2020 | Januar      | Karl Geiger                               | Skispringen                          | Dritter Vierschanzentournee, Führung im Gesamt-Weltcup                                                              |                                    |
| 2019 | Dezember    | Ramona Hofmeister                         | Snowboard                            | zwei Weltcupsiege im Parallel-Riesenslalom, Führung im Gesamt-Weltcup                                               |                                    |
| 2019 | November    | Johannes Floors                           | Para-Leichtathletik                  | Weltmeister 100- u. 400-m-Lauf, jeweils mit Weltrekord                                                              |                                    |
| 2019 | Oktober     | Niklas Kaul                               | Leichtathletik                       | Weltmeister Zehnkampf                                                                                               |                                    |
| 2019 | September   | Gesa Felicitas Krause                     | Leichtathletik                       | Weltmeisterschaftsdritte 3000 m Hindernis                                                                           |                                    |
| 2019 | August      | Kanu-Vierer (Männer)                      | Kanurennsport                        | Weltmeister Vierer-Kanu 500 m                                                                                       |                                    |
| 2019 | Juli        | Florian Wellbrock                         | Schwimmen                            | Weltmeister 1500 m Freistil u. 10 km Freiwasser                                                                     |                                    |
| 2019 | Juni        | Timo Boll                                 | Tischtennis                          | Sieger Europaspiele Einzel u. Team                                                                                  |                                    |
| 2019 | Mai         | 4 × 100-m-Staffel (Frauen)                | Leichtathletik                       | Dritte IAAF World Relays                                                                                            |                                    |
| 2019 | April       | Patrick Franziska/Petrissa Solja          | Tischtennis                          | Weltmeisterschaftsdritte Mixed-Doppel                                                                               |                                    |
| 2019 | März        | Denise Herrmann                           | Biathlon                             | Weltmeisterin Verfolgung                                                                                            |                                    |
| 2019 | Februar     | Markus Eisenbichler                       | Skispringen                          | Weltmeister Einzel Großschanze, Team u. Mixed-Team                                                                  |                                    |
| 2019 | Januar      | Handballnationalmannschaft (Männer)       | Handball                             | Weltmeisterschafts-Vierter                                                                                          |                                    |
| 2018 | Dezember    | Katharina Althaus                         | Skispringen                          | drei Weltcupsiege                                                                                                   |                                    |
| 2018 | November    | Alexander Zverev                          | Tennis                               | Gewinner ATP Finals                                                                                                 |                                    |
| 2018 | Oktober     | Patrick Lange                             | Triathlon                            | Ironman-Weltmeister                                                                                                 |                                    |
| 2018 | September   | Franz Anton                               | Kanuslalom                           | Weltmeister Einer-Canadier                                                                                          |                                    |
| 2018 | August      | Arthur Abele                              | Leichtathletik                       | Europameister Zehnkampf                                                                                             |                                    |
| 2018 | Juli        | Angelique Kerber                          | Tennis                               | Siegerin Wimbledon-Turnier                                                                                          |                                    |
| 2018 | Juni        | Yul Oeltze/Peter Kretschmer               | Kanurennsport                        | Europameister Zweier-Canadier 1000 m                                                                                |                                    |
| 2018 | Mai         | Tischtennisnationalmannschaft (Männer)    | Tischtennis                          | Vizeweltmeister |                                    |
| 2018 | April       | Theresa Stoll                             | Judo                                 | Vizeeuropameisterin 57 kg                                                                                           |                                    |
| 2018 | März        | Andrea Eskau                              | Para-Biathlon, -Skilanglauf          | 2-fache Paralympics-Siegerin, dreimal Zweite, einmal Dritte                                                         |                                    |
| 2018 | Februar     | Aljona Savchenko/Bruno Massot             | Eiskunstlauf                         | Olympiasieger Paarlauf                                                                                              |                                    |
| 2018 | Januar      | Thomas Dreßen                             | Ski Alpin                            | Weltcupsieg beim Hahnenkammrennen in Kitzbühel                                                                      |                                    |
| 2017 | Dezember    | Janina Breuer                             | Para-Schwimmen                       | Weltmeisterin 100 m Rücken u. Schmetterling, Zweite 200 m Freistil u. Lagen                                         |                                    |
| 2017 | November    | Serafin Schefold/Max Hanselmann           | Kunstradfahren                       | Weltmeister Zweier                                                                                                  |                                    |
| 2017 | Oktober     | Pauline Schäfer                           | Gerätturnen                          | Weltmeisterin Balken                                                                                                |                                    |
| 2017 | September   | Volleyballnationalmannschaft (Männer)     | Volleyball                           | Vizeeuropameister                                                                                                   |                                    |
| 2017 | August      | Johannes Vetter                           | Leichtathletik                       | Weltmeister Speerwurf                                                                                               |                                    |
| 2017 | Juli        | Johannes Floors                           | Para-Leichtathletik                  | Weltmeister 200-, 400- u. 4 × 100-m-Lauf, Zweiter 100-m-Lauf                                                        |                                    |
| 2017 | Juni        | Alexander Bachmann                        | Taekwondo                            | Weltmeister 87 kg                                                                                                   |                                    |
| 2017 | Mai         | Thomas Röhler                             | Leichtathletik                       | deutscher Rekord mit zweitbester jemals erzielten Weite im Speerwurf                                                |                                    |
| 2017 | April       | Kristina Vogel                            | Bahnradsport                         | Weltmeisterin Sprint u. Keirin, Dritte Teamsprint                                                                   |                                    |
| 2017 | März        | Laura Dahlmeier                           | Biathlon                             | Gesamt-Weltcupsiegerin                                                                                              |                                    |
| 2017 | Februar     | Laura Dahlmeier                           | Biathlon                             | Weltmeisterin Verfolgung, Einzel, Massenstart, Staffel u. Mixed-Staffel, Zweite Sprint                              |                                    |
| 2017 | Januar      | Lisa Zimmermann                           | Freestyle-Skiing                     | Siegerin X-Games Big Air                                                                                            |                                    |
| 2016 | Dezember    | Marco Koch                                | Schwimmen                            | Kurzbahn-Weltmeister 100 u. 200 m Brust                                                                             |                                    |
| 2016 | November    | Nico Rosberg                              | Motorsport                           | Formel-1-Weltmeister                                                                                                |                                    |
| 2016 | Oktober     | Jan Frodeno                               | Triathlon                            | Ironman-Weltmeister                                                                                                 |                                    |
| 2016 | September   | Vanessa Low                               | Para-Leichtathletik                  | Paralympics-Siegerin Weitsprung                                                                                     |                                    |
| 2016 | August      | Fabian Hambüchen                          | Gerätturnen                          | Olympiasieger Reck                                                                                                  |                                    |
| 2016 | Juli        | Gesa Felicitas Krause                     | Leichtathletik                       | Europameisterin 3000 m Hindernis                                                                                    |                                    |
| 2016 | Juni        | Laura Ludwig/Kira Walkenhorst             | Beachvolleyball                      | Europameisterinnen                                                                                                  |                                    |
| 2016 | Mai         | Patrick Hausding/Sascha Klein             | Wasserspringen                       | Europameister Synchronspringen 10-Meter-Turm                                                                        |                                    |
| 2016 | April       | Luise Malzahn                             | Judo                                 | Europameisterschaftsdritte                                                                                          |                                    |
| 2016 | März        | Laura Dahlmeier                           | Biathlon                             | Weltmeisterin Verfolgung, Zweite Massenstart, Dritte Sprint, Einzel u. Staffel                                      |                                    |
| 2016 | Februar     | Eric Frenzel                              | Nordische Kombination                | Gesamt-Weltcupsieger                                                                                                |                                    |
| 2016 | Januar      | Handballnationalmannschaft (Männer)       | Handball                             | Europameister |                                    |
| 2015 | Dezember    | Marco Koch                                | Schwimmen                            | Kurzbahn-Europameister 100 u. 200 m Brust                                                                           |                                    |
| 2015 | November    | Pauline Schäfer                           | Gerätturnen                          | Weltmeisterschaftsdritte Schwebebalken                                                                              |                                    |
| 2015 | Oktober     | Jan Frodeno                               | Triathlon                            | Ironman-Weltmeister                                                                                                 |                                    |
| 2015 | September   | Frank Stäbler                             | Ringen                               | Weltmeister 66 kg griechisch-römisch                                                                                |                                    |
| 2015 | August      | Katharina Molitor                         | Leichtathletik                       | Weltmeisterin Speerwurf                                                                                             |                                    |
| 2015 | Juli        | Jan Frodeno                               | Triathlon                            | Ironman-Europameister                                                                                               |                                    |
| 2015 | Juni        | Alexander Nobis/Marvin Dogue              | Moderner Fünfkampf                   | Staffel-Weltmeister                                                                                                 |                                    |
| 2015 | Mai         | Deutschland-Achter                        | Rudern                               | Europameister |                                    |
| 2015 | April       | Degen-Juniorennationalteam                | Fechten                              | Weltmeister |                                    |
| 2015 | März        | Severin Freund                            | Skispringen                          | Gesamt-Weltcupsieger                                                                                                |                                    |
| 2015 | Februar     | Johannes Rydzek                           | Nordische Kombination                | Weltmeister Normalschanze u. Team                                                                                   |                                    |
| 2015 | Januar      | Simon Schempp                             | Biathlon                             | drei Weltcupsiege                                                                                                   |                                    |
| 2014 | Dezember    | Markus Deibler                            | Schwimmen                            | Kurzbahn-Weltmeister 100 m Lagen m. Weltrekord                                                                      |                                    |
| 2014 | November    | Katanationalteam (Frauen)                 | Karate                               | Weltmeister |                                    |
| 2014 | Oktober     | Sebastian Kienle                          | Triathlon                            | Ironman-Weltmeister                                                                                                 |                                    |
| 2014 | September   | Volleyballnationalmannschaft (Männer)     | Volleyball                           | Weltmeisterschaftsdritter                                                                                           |                                    |
| 2014 | August      | Patrick Hausding                          | Wasserspringen                       | Europameister 1 Meter, 3 Meter u. Synchron 10 Meter, Zweiter Synchron 3 Meter                                       |                                    |
| 2014 | Juli        | Fußballnationalmannschaft (Männer)        | Fußball                              | Weltmeister |                                    |
| 2014 | Juni        | Leichtathletiknationalteam                | Leichtathletik                       | Team-Europameister                                                                                                  |                                    |
| 2014 | Mai         | Sebastian Brendel                         | Kanurennsport                        | Gesamt-Weltcupsieger                                                                                                |                                    |
| 2014 | April       | Anna Hahner                               | Leichtathletik                       | Siegerin Wien-Marathon                                                                                              |                                    |
| 2014 | März        | Anna Schaffelhuber                        | Monoskibob                           | fünffache Paralympics-Siegerin                                                                                      |                                    |
| 2014 | Februar     | Eric Frenzel                              | Nordische Kombination                | Olympiasieger Einzel Normalschanze, Zweiter Mannschaft                                                              |                                    |
| 2014 | Januar      | Felix Neureuther                          | Ski Alpin                            | drei Weltcupsiege                                                                                                   |                                    |
| 2013 | Dezember    | Eric Frenzel                              | Nordische Kombination                | drei Weltcupsiege                                                                                                   |                                    |
| 2013 | November    | Corinna Hein                              | Kunstradfahren                       | Weltmeisterin |                                    |
| 2013 | Oktober     | Sebastian Vettel                          | Motorsport                           | Formel-1-Weltmeister                                                                                                |                                    |
| 2013 | September   | Volleyballnationalmannschaft (Frauen)     | Volleyball                           | Vizeeuropameister                                                                                                   |                                    |
| 2013 | August      | Raphael Holzdeppe                         | Leichtathletik                       | Weltmeister Stabhochsprung                                                                                          |                                    |
| 2013 | Juli        | Thomas Lurz                               | Schwimmen                            | Weltmeister 25 km u. Team, Zweiter 10 km                                                                            |                                    |
| 2013 | Juni        | Patrick Hausding                          | Wasserspringen                       | Europameister Synchron 10 m                                                                                         |                                    |
| 2013 | Mai         | FC Bayern München                         | Fußball                              | Sieger Champions League                                                                                             |                                    |
| 2013 | April       | Anne Haug                                 | Triathlon                            | Siegerin WM-Rennen                                                                                                  |                                    |
| 2013 | März        | Stefan Baumeister                         | Snowboard                            | Juniorenweltmeister Parallelslalom                                                                                  |                                    |
| 2013 | Februar     | Eric Frenzel                              | Nordische Kombination                | Weltmeister Einzel Großschanze, Dritter Teamsprint                                                                  |                                    |
| 2013 | Januar      | Isabella Laböck                           | Snowboard                            | Weltmeisterin Parallel-Riesenslalom                                                                                 |                                    |
| 2012 | Dezember    | Robert Seifert                            | Shorttrack                           | Weltcupsieg |                                    |
| 2012 | November    | Sebastian Vettel                          | Motorsport                           | Formel-1-Weltmeister                                                                                                |                                    |
| 2012 | Oktober     | Anne Haug                                 | Triathlon                            | Siegerin WM-Rennen, Zweite WM-Gesamtwertung                                                                         |                                    |
| 2012 | September   | Rollstuhlnationalmannschaft (Frauen)      | Rollstuhlbasketball                  | Paralympics-Sieger                                                                                                  |                                    |
| 2012 | August      | Julius Brink/Jonas Reckermann             | Beachvolleyball                      | Olympiasieger |                                    |
| 2012 | Juli        | Sideris Tasiadis                          | Kanuslalom                           | Olympiazweiter |                                    |
| 2012 | Juni        | Pascal Behrenbruch                        | Leichtathletik                       | Europameister Zehnkampf                                                                                             |                                    |
| 2012 | Mai         | Marcel Nguyen                             | Gerätturnen                          | Europameister Barren                                                                                                |                                    |
| 2012 | April       | Kristina Vogel/Miriam Welte               | Bahnradsport                         | Weltmeisterinnen Teamsprint u. Weltrekord                                                                           |                                    |
| 2012 | März        | Magdalena Neuner                          | Biathlon                             | Weltmeisterin Sprint u. Staffel, Zweite Verfolgung, Dritte Mixed-Staffel, Gesamt-Weltcup                            |                                    |
| 2012 | Februar     | Badmintonnationalteam (Frauen)            | Badminton                            | Europameister |                                    |
| 2012 | Januar      | Franziska Preuß                           | Biathlon                             | Siegerin Olympische Jugendspiele Sprint, Staffel u. Mixed-Staffel                                                   |                                    |
| 2011 | Dezember    | Richard Freitag                           | Skispringen                          | Weltcupsieg |                                    |
| 2011 | November    | Anna Dogonadze/Jessica Simon              | Trampolinturnen                      | Weltmeisterinnen Synchron                                                                                           |                                    |
| 2011 | Oktober     | Sebastian Vettel                          | Motorsport                           | Formel-1-Weltmeister                                                                                                |                                    |
| 2011 | September   | David Storl                               | Leichtathletik                       | Weltmeister Kugelstoßen                                                                                             |                                    |
| 2011 | August      | Robert Harting                            | Leichtathletik                       | Weltmeister Diskuswurf                                                                                              |                                    |
| 2011 | Juli        | Thomas Lurz                               | Schwimmen                            | Weltmeister 5 km, Zweiter 10 km, Dritter Team                                                                       |                                    |
| 2011 | Juni        | Dirk Nowitzki                             | Basketball                           | NBA-Meister |                                    |
| 2011 | Mai         | Betty Heidler                             | Leichtathletik                       | Weltrekord Hammerwurf                                                                                               |                                    |
| 2011 | April       | Philipp Boy                               | Gerätturnen                          | Europameister Mehrkampf, Zweiter Reck                                                                               |                                    |
| 2011 | März        | Magdalena Neuner                          | Biathlon                             | Weltmeisterin Sprint, Massenstart, Staffel                                                                          |                                    |
| 2011 | Februar     | Eric Frenzel                              | Nordische Kombination                | Weltmeister Normalschanze, Zweiter Mannschaft, Dritter Großschanze                                                  |                                    |
| 2011 | Januar      | Anna Schaffelhuber                        | Monoskibob                           | Weltmeisterin Riesenslalom, Slalom u. Super-Kombination, Weltcup-Gesamtwertung                                      |                                    |
| 2010 | Dezember    | Samuel Schwarz                            | Eisschnelllauf                       | Weltcupsieg |                                    |
| 2010 | November    | Sebastian Vettel                          | Motorsport                           | Formel-1-Weltmeister                                                                                                |                                    |
| 2010 | Oktober     | Philipp Boy                               | Gerätturnen                          | Vizeweltmeister Mehrkampf, Dritter Mannschaft                                                                       |                                    |
| 2010 | September   | Matthias Steiner                          | Gewichtheben                         | Weltmeister Superschwergewicht im Stoßen, Zweiter Zweikampf                                                         |                                    |
| 2010 | August      | Christian Reif                            | Leichtathletik                       | Europameister Weitsprung                                                                                            |                                    |
| 2010 | Juli        | Verena Sailer                             | Leichtathletik                       | Europameisterin 100-m-Lauf                                                                                          |                                    |
| 2010 | Juni        | Lena Schöneborn                           | Moderner Fünfkampf                   | zwei Weltcupsiege                                                                                                   |                                    |
| 2010 | Mai         | Eishockeynationalmannschaft (Männer)      | Eishockey                            | Weltmeisterschafts-Vierter                                                                                          |                                    |
| 2010 | April       | Matthias Fahrig                           | Gerätturnen                          | Europameister Boden u. Mannschaft, Zweiter Sprung                                                                   |                                    |
| 2010 | März        | Verena Bentele                            | Biathlon, Skilanglauf (paralympisch) | 5-fache Paralympics-Siegerin                                                                                        |                                    |
| 2010 | Februar     | Magdalena Neuner                          | Biathlon                             | Olympiasiegerin Verfolgung u. Massenstart, Zweite Sprint                                                            |                                    |
| 2010 | Januar      | Felix Neureuther                          | Ski Alpin                            | Weltcupsieg |                                    |
| 2009 | Dezember    | Tino Edelmann                             | Nordische Kombination                | Weltcupsieg |                                    |
| 2009 | November    | Paul Biedermann                           | Schwimmen                            | Kurzbahn-Weltrekorde 200 m u. 400 m Freistil                                                                        |                                    |
| 2009 | Oktober     | Nicolas Limbach                           | Fechten                              | Weltmeister Säbel                                                                                                   |                                    |
| 2009 | September   | Fußballnationalmannschaft (Frauen)        | Fußball                              | Europameister |                                    |
| 2009 | August      | Steffi Nerius                             | Leichtathletik                       | Weltmeisterin Speerwurf                                                                                             |                                    |
| 2009 | Juli        | Paul Biedermann                           | Schwimmen                            | Weltmeister 200 u. 400 m Freistil, Zweiter 4 × 100-m-Freistilstaffel, Weltrekorde 200 m u. 400 m Freistil           |                                    |
| 2009 | Juni        | Britta Steffen                            | Schwimmen                            | Weltrekord 100 m Freistil                                                                                           |                                    |
| 2009 | Mai         | Michael Schrader                          | Leichtathletik                       | Sieger Zehnkampf-Meeting Götzis m. Weltjahresbestleistung                                                           |                                    |
| 2009 | April       | Fabian Hambüchen                          | Gerätturnen                          | Europameister Mehrkampf u. Boden, Dritter Barren                                                                    |                                    |
| 2009 | März        | Aljona Savchenko/Robin Szolkowy           | Eiskunstlauf                         | Weltmeister |                                    |
| 2009 | Februar     | Kati Wilhelm                              | Biathlon                             | Weltmeisterin Sprint u. Einzel, Zweite Verfolgung u. Staffel                                                        |                                    |
| 2009 | Januar      | Aljona Savchenko/Robin Szolkowy           | Eiskunstlauf                         | Europameister |                                    |
| 2008 | Dezember    | Maria Riesch                              | Ski Alpin                            | vier Weltcupsiege                                                                                                   |                                    |
| 2008 | November    | Paul Biedermann                           | Schwimmen                            | Kurzbahnweltrekord 200 m Freistil u. Kurzbahneuroparekorde 200 m u. 400 m Freistil                                  |                                    |
| 2008 | Oktober     | Timo Boll                                 | Tischtennis                          | Europameister Einzel, Doppel u. Mannschaft                                                                          |                                    |
| 2008 | September   | Marianne Buggenhagen                      | Para-Leichtathletik                  | Paralympics-Siegerin Kugelstoßen                                                                                    |                                    |
| 2008 | August      | Matthias Steiner                          | Gewichtheben                         | Olympiasieger Schwergewicht                                                                                         |                                    |
| 2008 | Juli        | Sara Goller/Laura Ludwig                  | Beachvolleyball                      | Europameister |                                    |
| 2008 | Juni        | Ulrich Andree/Patrik Driesch              | Wildwasserrennsport                  | Weltmeister Canadier-Zweier, Zweiter Mannschaft                                                                     |                                    |
| 2008 | Mai         | Fabian Hambüchen                          | Gerätturnen                          | Europameister Reck, Zweiter Mannschaft, Dritter Boden                                                               |                                    |
| 2008 | April       | Helena Fromm                              | Taekwondo                            | Europameisterin Klasse bis 67 kg                                                                                    |                                    |
| 2008 | März        | Paul Biedermann                           | Schwimmen                            | Europameister 200 m Freistil m. DR nach 24 Jahren                                                                   |                                    |
| 2008 | Februar     | Andrea Henkel                             | Biathlon                             | Weltmeisterin Sprint, Verfolgung u. Staffel                                                                         |                                    |
| 2008 | Januar      | Felix Loch                                | Rennrodeln                           | Weltmeister Einzel u. Team                                                                                          |                                    |
| 2007 | Dezember    | Hockeynationalmannschaft (Männer)         | Hockey                               | Sieger Champions Trophy                                                                                             |                                    |
| 2007 | November    | Katrin Schultheis/Sandra Sprinkmeier      | Kunstradfahren                       | Weltmeisterinnen Doppel m. Weltrekord                                                                               |                                    |
| 2007 | Oktober     | Josef Wenzl                               | Skilanglauf                          | Weltcupsieg Sprint                                                                                                  |                                    |
| 2007 | September   | Fußballnationalmannschaft (Frauen)        | Fußball                              | Weltmeister |                                    |
| 2007 | August      | Hockeynationalmannschaft (Frauen)         | Hockey                               | Europameister |                                    |
| 2007 | Juli        | Benjamin Kleibrink                        | Fechten                              | Europameister Florett Mannschaft, Zweiter Einzel                                                                    |                                    |
| 2007 | Juni        | Nadine Krause                             | Handball                             | Welthandballerin |                                    |
| 2007 | Mai         | Dirk Nowitzki                             | Basketball                           | NBA 2006/07: Most Valuable Player (MVP) u. All-NBA Team                                                             |                                    |
| 2007 | April       | Fabian Hambüchen                          | Gerätturnen                          | Europameister Reck, Zweiter Mehrkampf                                                                               |                                    |
| 2007 | März        | Tobias Angerer                            | Skilanglauf                          | Gesamt-Weltcupsieger                                                                                                |                                    |
| 2007 | Februar     | Handballnationalmannschaft (Männer)       | Handball                             | Weltmeister |                                    |
| 2007 | Januar      | Anni Friesinger                           | Eisschnelllauf                       | Weltmeisterin Sprint-Vierkampf                                                                                      |                                    |
| 2006 | Dezember    | Andrea Henkel                             | Biathlon                             | drei Weltcupsiege                                                                                                   |                                    |
| 2006 | November    | Anni Friesinger                           | Eisschnelllauf                       | sechs Weltcupsiege                                                                                                  |                                    |
| 2006 | Oktober     | Fabian Hambüchen                          | Gerätturnen                          | Weltmeisterschaftsdritter Mehrkampf u. Sprung                                                                       |                                    |
| 2006 | September   | Hockeynationalmannschaft (Männer)         | Hockey                               | Weltmeister |                                    |
| 2006 | August      | Deutschland-Achter                        | Rudern                               | Weltmeister |                                    |
| 2006 | Juli        | 4 × 100-m-Freistilstaffel (Frauen)        | Schwimmen                            | Europameister m. Weltrekord                                                                                         |                                    |
| 2006 | Juni        | Helge Meeuw                               | Schwimmen                            | fünffacher Deutscher Meister, Europarekorde 100 m u. 200 m Rücken                                                   |                                    |
| 2006 | Mai         | Stefan Schumacher                         | Straßenradsport                      | zwei Etappensiege Giro d’Italia, drei Tage im Rosa Trikot                                                           |                                    |
| 2006 | April       | Robert Bartko                             | Bahnradsport                         | Weltmeister Einerverfolgung                                                                                         |                                    |
| 2006 | März        | Kati Wilhelm                              | Biathlon                             | Gesamt-Weltcup |                                    |
| 2006 | Februar     | Michael Greis                             | Biathlon                             | Olympiasieger Einzel, Massenstart u. Staffel                                                                        |                                    |
| 2006 | Januar      | Claudia Pechstein                         | Eisschnelllauf                       | Europameisterin Mehrkampf                                                                                           |                                    |
| 2005 | Dezember    | Kati Wilhelm                              | Biathlon                             | Weltcupsieg |                                    |
| 2005 | November    | Tobias Angerer                            | Skilanglauf                          | Weltcupsiege 15 km klassisch u. Staffel                                                                             |                                    |
| 2005 | Oktober     | Faris Al-Sultan                           | Triathlon                            | Ironman-Weltmeister                                                                                                 |                                    |
| 2005 | September   | Dirk Nowitzki                             | Basketball                           | Vizeeuropameister, MVP, Punktebester                                                                                |                                    |
| 2005 | August      | Franka Dietzsch                           | Leichtathletik                       | Weltmeisterin Diskuswurf                                                                                            |                                    |
| 2005 | Juli        | Jan Ullrich                               | Straßenradsport                      | Zweiter Tour de France                                                                                              |                                    |
| 2005 | Juni        | Fabian Hambüchen                          | Gerätturnen                          | Europameister Reck                                                                                                  |                                    |
| 2005 | Mai         | Timo Boll/Christian Süß                   | Tischtennis                          | Vizeweltmeister Doppel                                                                                              |                                    |
| 2005 | April       | Regina Halmich                            | Boxen                                | 38. Sieg in Folge bei Kämpfen um die Weltmeisterschaft                                                              |                                    |
| 2005 | März        | Uschi Disl                                | Biathlon                             | Weltmeisterin Sprint u. Verfolgung, Zweite Staffel                                                                  |                                    |
| 2005 | Februar     | Ronny Ackermann                           | Nordische Kombination                | Weltmeister Einzel Normalschanze, Zweiter Einzel Großschanze u. Mannschaft                                          |                                    |
| 2005 | Januar      | Anni Friesinger                           | Eisschnelllauf                       | Europameisterin Mehrkampf                                                                                           |                                    |
| 2004 | Dezember    | Thomas Rupprath                           | Schwimmen                            | Kurzbahn-Europameister 50 m (m. WR) u. 100 m Rücken, 100 m Schmetterling, 4 × 50 m Lagen, Zweiter 4 × 50 m Freistil |                                    |
| 2004 | November    | Axel Teichmann                            | Skilanglauf                          | drei Weltcupsiege                                                                                                   |                                    |
| 2004 | Oktober     | Judith Arndt                              | Straßenradsport                      | Weltmeisterin Straßenrennen                                                                                         |                                    |
| 2004 | September   | Wojtek Czyz                               | Para-Leichtathletik                  | Paralympics-Sieger 100-m-Lauf, 200-m-Lauf u. Weitsprung                                                             |                                    |
| 2004 | August      | Birgit Fischer                            | Kanurennsport                        | Olympiasiegerin Vierer-Kanu, Zweite Zweier-Kanu                                                                     |                                    |
| 2004 | Juli        | Andreas Klöden                            | Straßenradsport                      | Zweiter Tour de France                                                                                              |                                    |
| 2004 | Juni        | Patrik Sinkewitz                          | Straßenradsport                      | Sieger Deutschland Tour                                                                                             |                                    |
| 2004 | Mai         | Andreas Dittmer                           | Kanurennsport                        | Europameister Einer-Canadier 1000 m                                                                                 |                                    |
| 2004 | April       | Michael Schumacher                        | Motorsport                           | fünf Formel-1-Siege, 75. Sieg insgesamt                                                                             |                                    |
| 2004 | März        | Sven Ottke                                | Boxen                                | 34. Sieg im 34. und letzten Profikampf                                                                              |                                    |
| 2004 | Februar     | Handballnationalmannschaft (Männer)       | Handball                             | Europameister |                                    |
| 2004 | Januar      | Anni Friesinger                           | Eisschnelllauf                       | Europameisterin Mehrkampf, Zweite Sprint-Vierkampf                                                                  |                                    |
| 2003 | Dezember    | Ronny Ackermann                           | Nordische Kombination                | vier Weltcupsiege                                                                                                   |                                    |
| 2003 | November    | Hanka Kupfernagel                         | Radcross                             | Europameisterin, zwei Weltcupsiege                                                                                  |                                    |
| 2003 | Oktober     | Fußballnationalmannschaft (Frauen)        | Fußball                              | Weltmeister |                                    |
| 2003 | September   | Erik Zabel                                | Straßenradsport                      | zweifacher Etappensieger Vuelta, Sieger Paris–Tours                                                                 |                                    |
| 2003 | August      | Annika Becker                             | Leichtathletik                       | Vizeweltmeisterin Stabhochsprung                                                                                    |                                    |
| 2003 | Juli        | Jan Ullrich                               | Straßenradsport                      | Zweiter Tour de France                                                                                              |                                    |
| 2003 | Juni        | Ralf Schumacher                           | Motorsport                           | zwei Formel-1-Siege, einmal Zweiter                                                                                 |                                    |
| 2003 | Mai         | Hannah Stockbauer                         | Schwimmen                            | dreifache Deutsche Meisterin, zweimal Jahresweltbestleistung                                                        |                                    |
| 2003 | April       | Markus Beyer                              | Boxen                                | Weltmeister (WBC) Supermittelgewicht                                                                                |                                    |
| 2003 | März        | Ricco Groß                                | Biathlon                             | Weltmeister Verfolgung u. Staffel, Zweiter Sprint, Dritter Einzel                                                   |                                    |
| 2003 | Februar     | Ronny Ackermann                           | Nordische Kombination                | Weltmeister Einzel Normalschanze, Zweiter Sprint-Großschanze u. Mannschaft                                          |                                    |
| 2003 | Januar      | Rainer Schüttler                          | Tennis                               | Finalist Australian Open                                                                                            |                                    |

## Häufigste Gewinner

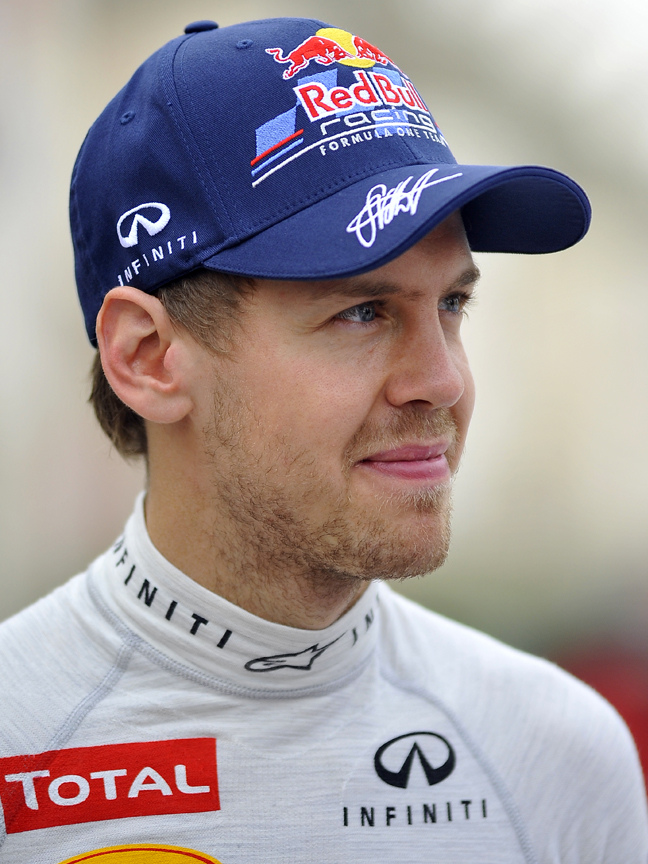
Sebastian Vettel

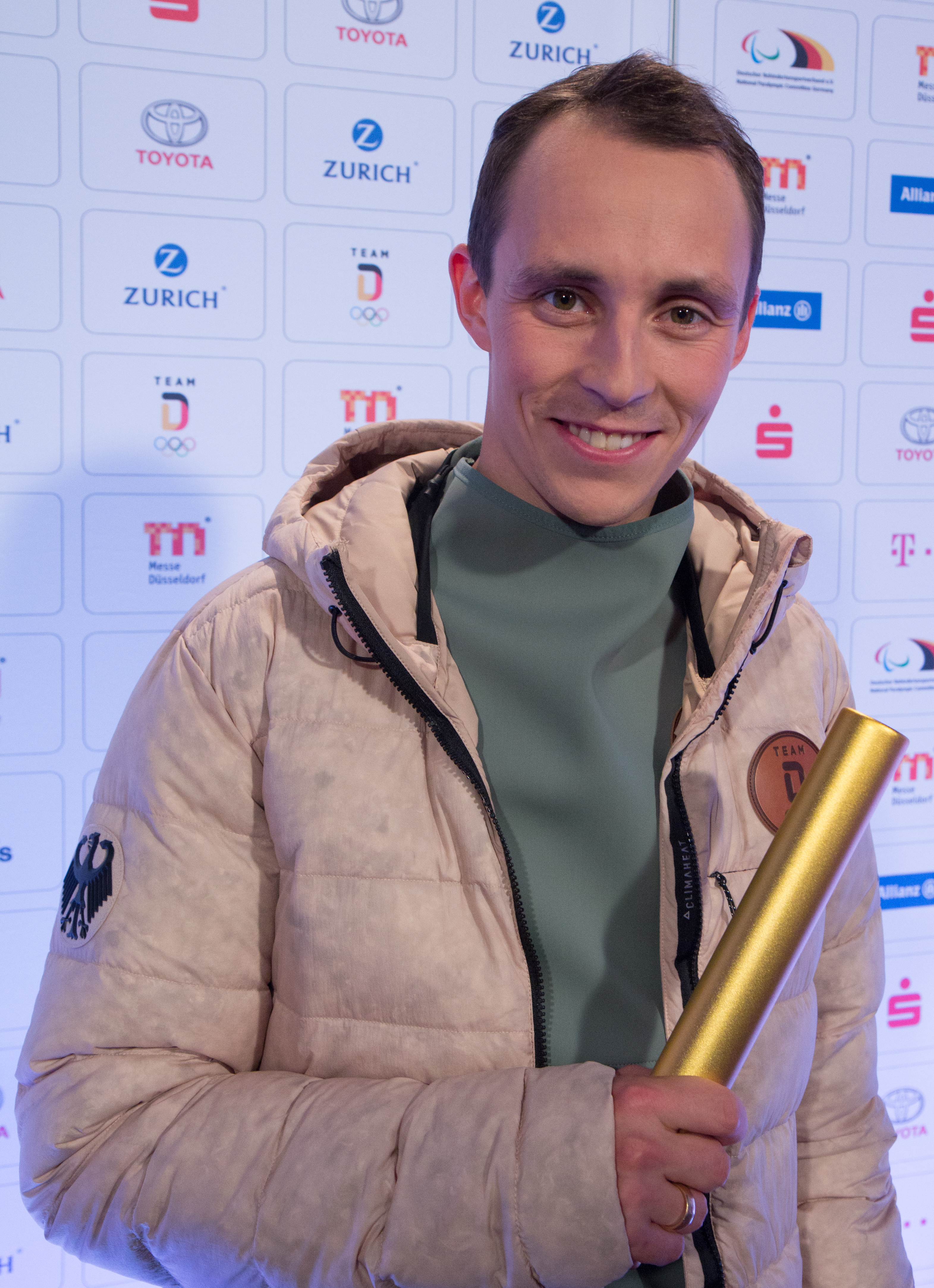
Eric Frenzel

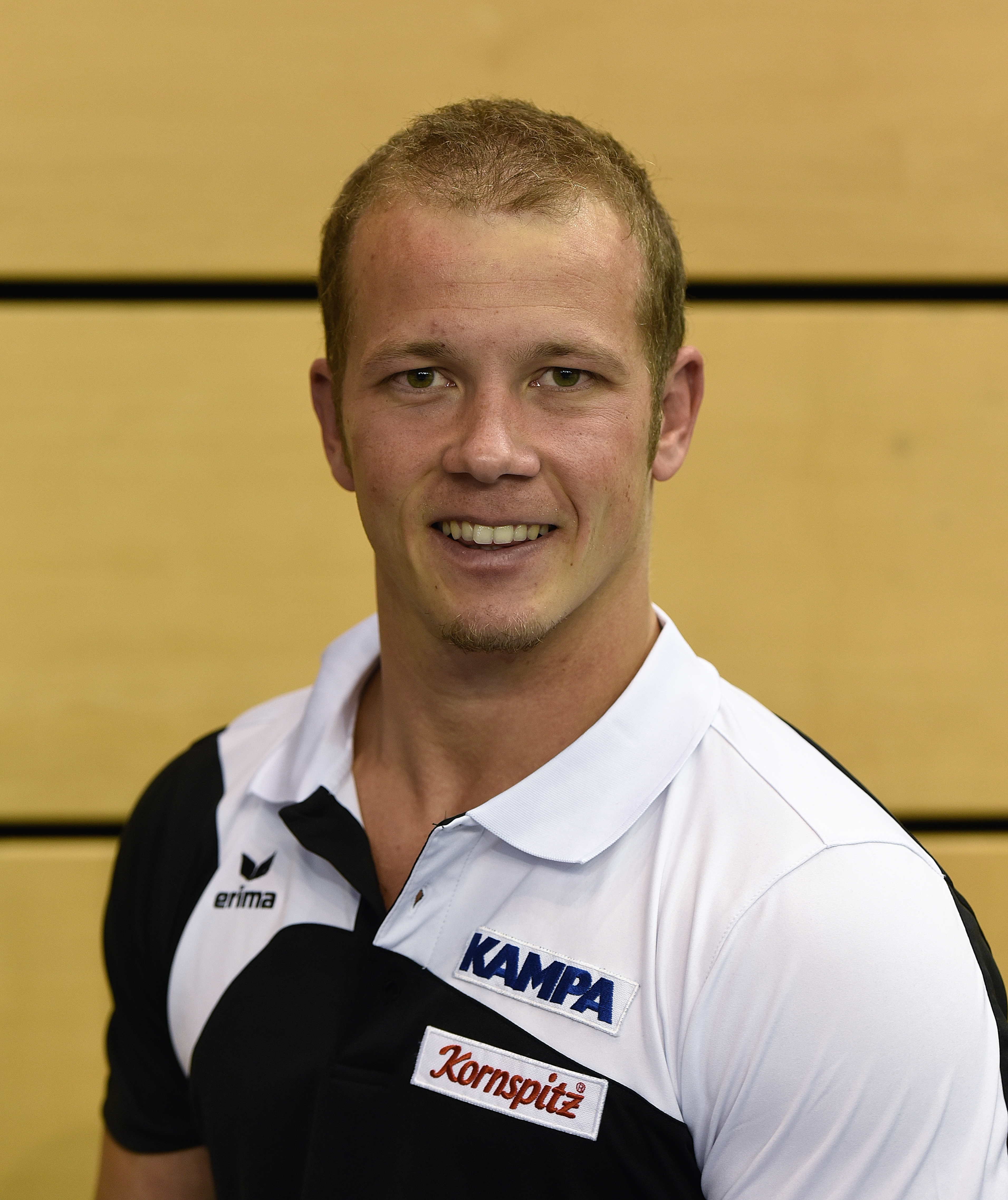
Fabian Hambüchen

| Anzahl | Sportler                            | Sportart              |
| ------ | ----------------------------------- | --------------------- |
| 6      | Fabian Hambüchen                    | Gerätturnen           |
| 5      | Eric Frenzel                        | Nordische Kombination |
| 4      | Paul Biedermann                     | Schwimmen             |
| 4      | Anni Friesinger                     | Eisschnelllauf        |
| 4      | Sebastian Vettel                    | Motorsport            |
| 4      | Handballnationalmannschaft (Männer) | Handball              |
| 4      | Fußballnationalmannschaft (Frauen)  | Fußball               |
| 3      | Ronny Ackermann                     | Nordische Kombination |
| 3      | Laura Dahlmeier                     | Biathlon              |
| 3      | Jan Frodeno                         | Triathlon             |
| 3      | Karl Geiger                         | Skispringen           |
| 3      | Patrick Hausding                    | Wasserspringen        |
| 3      | Magdalena Neuner                    | Biathlon              |
| 3      | Johannes Vetter                     | Leichtathletik        |
| 3      | Florian Wellbrock                   | Schwimmen             |
| 3      | Kati Wilhelm                        | Biathlon              |
| 3      | Hockeynationalmannschaft (Männer)   | Hockey                |